# 喬爾塔拉河 (基布利奇河支流)
喬爾塔拉河（烏克蘭語：Чортала），是烏克蘭西南部的河流，屬於基布利奇河的支流。該河流經文尼察州的海辛區，河道全長13公里，流域面積84.5平方公里。